# Музей історії Десятинної церкви

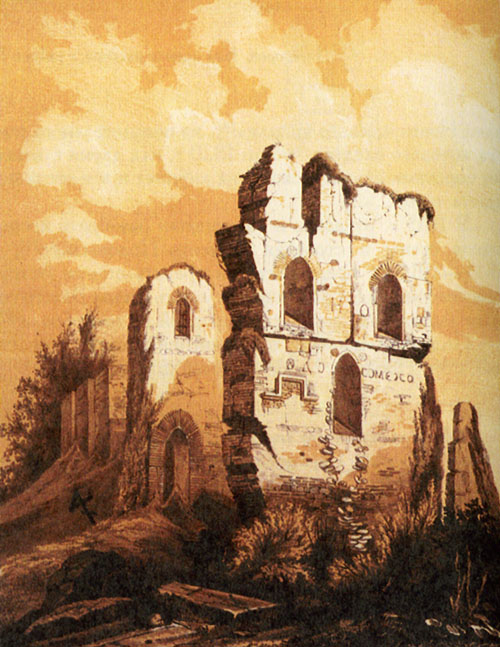
Припускають, що на цьому малюнку 1826 року зображені руїни Десятинної церкви

Музе́й істо́рії Десяти́нної це́ркви (МІДЦ) — державний історико-археологічний музей у Києві, створений 2012 року. Вивчає історію Десятинної церкви та досліджує її фундаменти, які є археологічною пам'яткою національного і міжнародного значення.

## Призначення закладу

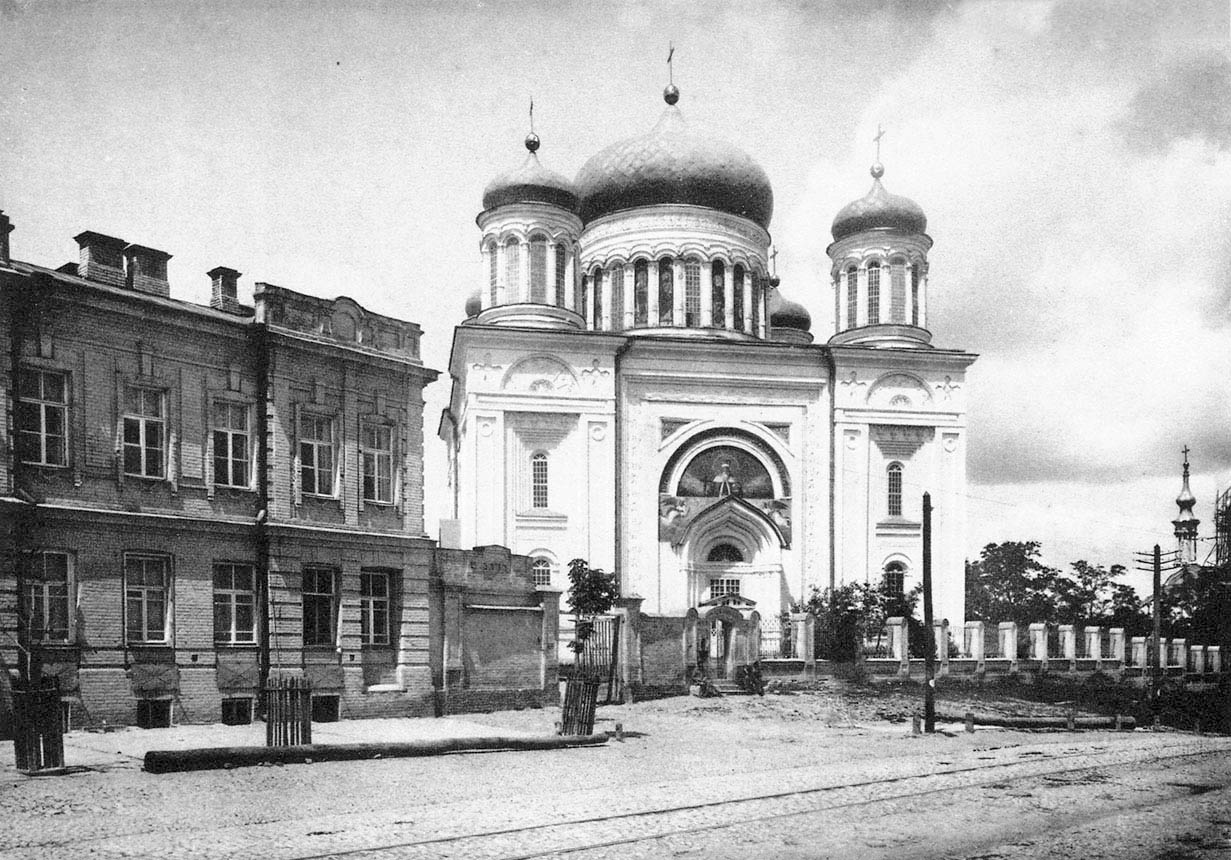
Десятинна церква у XIX столітті

Музей історії Десятинної церкви створений Міністерством культури України з метою наукових досліджень, вивчення та популяризації історичного минулого України, ознайомленням українців з історією і культурою Київської Русі. В ході екскурсій використовуються матеріали розкопок на території першого християнського кам'яного храму, побудованого у 996 році князем Володимиром Святославичем. Першочергові задачі музею — консервація і музеєфікація залишків всіх об'єктів VIII—XIX ст., які розташовані на території археологічної пам'ятки та створення сучасної експозиції з використанням матеріалів НМІУ, ІА НАН України, ІР НБУВ, ЦДИАК України на ін. Культурна мета — збереження уваги суспільства до української історії, яка з давніх часів була невід'ємною частиною світової історії.

## Критика
Скандальним називають той факт, що директором музею було призначено Павла Дорошенка, відомого як ієродиякон Ярослав. Павло Дорошенко не має відповідної музейної освіти і відповідного досвіду, натомість є одним з найактивніших членів релігійної громади УПЦ МП, яка біля фундаментів Десятинної церкви шляхом самозахоплення 2007 року встановила намет, на місці якого у подальшому збудувала нелегальну каплицю-монастир. ЗМІ відзначають, що Павло Дорошенко брав особисту учать у захопленні ділянки поблизу фундаментів Десятинної церкви.
Олександр Бригинець вважає, що Музей історії Десятинної церкви існує лише у відомості про зарплату, і відзначає:
| Громада була впевнена, що під виглядом Музею історії Десятинної церкви в незаконно збудованій споруді-церкві на Старокиївській горі біля решток Десятинної церкви працює група церковників, яка підтримує та розвиває незаконний монастир, а не музей. <...> У штаті музею працює цілих 120 працівників. В той же час, для порівняння, в одному з найуспішніших музеїв Києва — Музеї Булгакова — кількість працівників становить 24 особи.[2] |

## Історія пам'ятки
Київська Десятинна церква була створена у 996 році князем Влолодимиром Святославичем і на той час була першим кам'яним християнським храмом Київської Русі а також культурним і релігійним центром князівства. Літопис цитує князя Володимира Святославича: «Се даю церкви сей святей Богородице от имения своего и от моих град десятую часть. И положи написав клятьву в церкви сей, рекъ: Аще сего посудитъ кто, да будетъ проклят…»[джерело?].
Десятинний храм був першим Кафедральним собором на Русі. Під час правління князя Ярослава Мудрого в нього було відібрано першість кафедрального київського собору та передано побудованій у 1039 році Церкві Святої Софії, на честь зв'язку, який був встановлений зі Святою Софією Царегородською. У 1240 році Десятинну церкву було зруйновано під час монгольського вторгнення.
Нині фундаменти Десятинної церкви є національною пам'яткою і пам'яткою археології міжнародного значення.

## Структура музею
- Науково-дослідний відділ фондів
- Науково-дослідний відділ історико-археологічних досліджень
- Науково-дослідний відділ музеєфікації археологічних об'єктів
- Науково-експозиційний відділ
- Науково-екскурсійний відділ та Сектор методичної роботи
- Відділ видавничої роботи

## Коротка хронологія Десятинної церкви

Фундамент Десятинної церкви

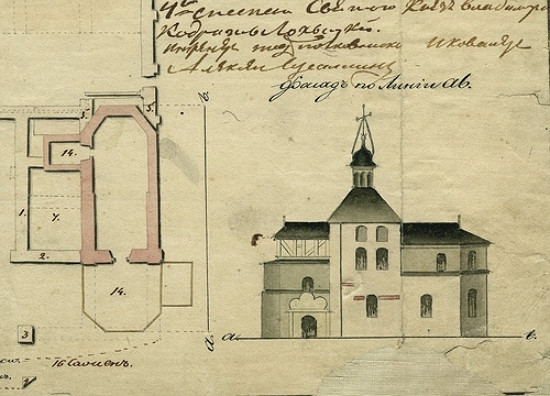
Десятинна церква, реконструйована за дорученням митрополита Петра Могили у 1635 році

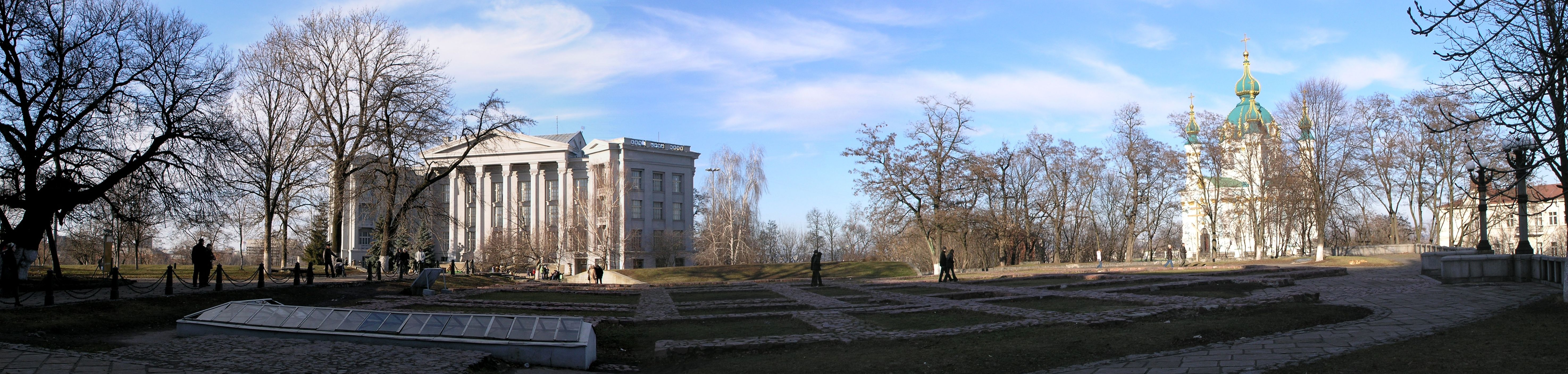
Київ, Старокиївська гора (фундамент Десятинної церкви)

- 988—990 рр. — хрещення киян святим рівноапостольним великим князем Володимиром Святославичем (Великим).
- 991 р. — князь Володимир заклав церкву Богородиці Десятинної в Києві, настоятелем якої поставлено священика Анастаса Корсунянина.
- 996 р. — завершення будівництва ядра церкви; освячення храму.
- 996—1007 рр. — продовження будівництва Десятинної церкви, до якої було прибудовано галереї та екзонартекс.
- 1007 р. — перенесення в церкву останків померлих членів родини князя Володимира — дружин Рогніди та Малфріди, сина Ізяслава та онука Всеслава Ізяславича.
- 1011 р. — смерть дружини князя Володимира візантійської царівни Анни та її захоронення в мармуровому саркофазі в Десятинній церкві.
- 15 липня 1015 р. — смерть князя Володимира, перенесення його тіла до Десятинної церкви, де він був захоронений у мармуровому саркофазі.
- 1018 р. — настоятеля Десятинної церкви священика Анастаса як управителя награбованого в Києві майна вивіз із Русі польський король Болеслав.
- 30-ті рр. XI ст. — ремонт Десятинної церкви.
- 1039 р. — завершення ремонту, повторне освячення храму Київським митрополитом Феопемптом.
- 1044 р. — перенесення в Десятинну церкву останків братів князя Володимира — Олега та Ярополка.
- 1078 р. — у церкві Богородиці в саркофазі захоронено князя Ізяслава Ярославича (за іншими даними — у Софії Київській).
- 1093 р. — у Десятинній церкві поховано князя Ростислава Мстиславича.
- Перша чверть XII ст. — руйнування стін і перебудова південно-західної частини церкви (можливо, після землетрусу 1091 р.).
- 1 травня 1150 р. — Десятинну церкву відвідали князі В'ячеслав Володимирович, Ізяслав Мстиславич і Ростислав Мстиславич.
- 28 серпня 1150 р. — Десятинну церкву відвідав галицький князь Володимир Володаревич.
- 6 травня 1151 р. — князі В'ячеслав Володимирович, Ізяслав Мстиславич і Ростислав Мстиславич знову поклонилися Десятинній церкві.
- 12-13 березня 1169 р. — розграбування церков Києва, у тому числі Десятинної церкви, військами князя Мстислава Андрійовича — сина володимиро-суздальського князя Андрія Юрійовича (Боголюбського).
- 1169—1170 рр. — напад половців на містечко Полонне під Києвом, що належало Десятинній церкві, згадка про чудо — допомогу церкви в перемозі над половцями.
- 5 грудня 1240 р. — Десятинна церква стала останнім притулком захисників Києва від монгольських військ Бату-хана.
- 6 грудня 1240 р. — від ваги великої кількості людей, які скупчилися на хорах і даху, Десятинна церква рухнула.
- 1240-ті рр. — відразу після погрому було проведено розбирання руїн церкви; загиблих захисників Києва поховано у братських могилах.
- Друга половина XIII—XIV ст. — відновлюється життєдіяльність навколо церкви, про що свідчить керамічний та нумізматичний матеріал.
- Кінець XIV ст. — перша згадка про Десятинну церкву в післямонгольський час у «Списку руських міст далеких і близьких».
- 70-ті рр. XV ст. — київський князь Симеон Олелькович, імовірно, відбудував зруйнований Десятинний храм.
- 1482 р. — спустошення Києва військами кримського хана Менглі-Гірея.
- XVI ст. — життя у Старокиївській частині міста відновлюється, про що свідчать як археологічні (керамічні й нумізматичні матеріали), так і писемні джерела.
- 1552 р. — на території Десятинної церкви жили «слуги церковні та люди митропольї».
- 1605 р. — у документі є свідчення, що Десятинна церква в цей час має назву Миколи Десятинного і в ній звершував богослужіння священик «Филипп Одоний». Назву Миколаївської (поряд з Богородичною) церква зберігала до XVIII ст. включно.
- 1633 р. — Київський митрополит Петро Могила відбирає в уніатів разом із Софійським собором церкву Миколи Десятинного.
- 1635 р. — з ініціативи митрополита Петра Могили розчищено фундаменти храму, у навах якого було розкопано гробниці, атрибутовані як поховання князя князя Володимира та його дружини Анни.
- 1654 р. — у Десятинній церкві були влаштовані новий престол, жертовник, «кладень», «горнее место» та цегляні лавки.
- Кінець XVII ст. — до храму прибудовано дерев'яну трапезну.
- 1758 р. — Десятинна церква, що зазнала запустіння, була відновлена монахинею Києво-Флорівського монастиря старицею Нектарією (княгинею Наталією Борисівною Долгорукою).
- 1820-ті рр. — придбання землі Київського дитинця Олександром Семеновичем Анненковим.
- 1823 р. — перший археологічній сезон Київського митрополита Євгенія (Болховітінова) з дослідження місця розташування Десятинної церкви.
- Жовтень 1824 р. — другий археологічний сезон митрополита Євгенія (Болховітінова) за участю археолога-аматора Кіндрата Лохвицького та прот. Михайла Кочаровського.
- Березень 1825 р. — перша наукова стаття про Десятинну церкву митрополита Євгенія (Болховітінова) «План первобытной киевской Десятинной Богородичной церкви с объяснениями оного».
- 1826 р. — до розкопок приєднався архітектор Микола Юхимович Єфимов, який склав новий план розкопаного фундаменту Десятинної церкви.
- 1829 р. — перша окрема публікація про Десятинну церкву «Краткое историческое описание Первопрестольной Соборной Десятинной церкви в Киеве» (автор невідомий).
- 1828—1842 рр. — зведення за проектом Василя Петровича Стасова Десятинної церкви в «російсько-візантійському стилі».
- 15 липня 1842 р. — освячення храму Київським митрополитом свт. Філаретом (Амфітеатровим).
- 1908—1911 рр. — розкопки та дослідження фундаментів церкви.
- 1936 р. — Десятинний храм був знищений радянською владою (розібрано на цеглу).
- 1981—1982 рр. — упорядкування решток храму з нагоди святкування 1500-ліття Києва.
- 1988—1989 рр. — з нагоди 1000-ліття Хрещення Русі біля колишньої головної вівтарної апсиди храму Х ст. встановлено кам'яний хрест на братській могилі захисників Києва.
- 1996 р. — до 1000-ліття освячення Десятинної церкви Національний музей історії України видав книгу «Церква Богородиці Десятинна в Києві».
- 12.02.2000 р. — розпорядження Президента України «Про першочергові заходи щодо відродження церкви Богородиці (Десятинної) у м. Києві» (№ 83/2000-рп).
- 17.09.2004 р. — розпорядження Президента України «Про музеєфікацію залишків церкви Богородиці (Десятинної) в м. Києві» (№ 217/2004-рп).
- 2005 р. — експедиція Інституту археології НАН України розпочала нові археологічні розкопки фундаментів Десятинної церкви.
- 22.04.2006 р. — поблизу історичних фундаментів Десятинної церкви без дозволу влади встановлено наметовий храм Української Православної Церкви.
- 1.06.2007 р. — наметовий храм незаконно замінено на дерев'яний, 2012 року так само незаконно побудовано в камені[3][4]
- 9.07.2009 р. — при малому Десятинному храмі Різдва Пресвятої Богородиці відкрито чоловічий монастир.
- 2011 р. — завершення розкопок фундаментів Десятинної церкви та консервація пам'ятки.
- 2012 р. — відкрито Музей історії Десятинної церкви.